# Dihaj
Dihaj (Azerbajdzsán, 1989. június 13. –) azeri énekes. Ő képviselte Azerbajdzsánt a 2017-es Eurovíziós Dalfesztiválon Kijevben, Skeletons című dalával. A döntőben 120 pontot sikerült összegyűjtenie, így a 14. helyezést érte el.

## Élete
Mariupolban született, Ukrajnában, mikor az ország még a Szovjetunió része volt. Gyermekkorától kezdve zenélt, érdeklődött a jazz iránt. Tagja volt a „Bery Bach” zenei kollektornak.
A Bakui Zeneakadémián végzett. Itt kapott egy kórusvezető oktatást. Az akadémián töltött évek alatt profi szinten foglalkozott jazz-zel. Londonban megszerezte a Kortárs Zenei Intézet diplomáját.
Megalapította Dihaj nevű háromszemélyes csoportját, melynek neve elő- és utónevének első betűiből származik.
Muszlim, olykor hidzsábot viseli. 2009-ben feleségül ment Ali Nasirovhoz, a Dihaj egyik tagjához. Egy, Savi nevű lányuk van. Jelenleg a Baku Jazz Központban dolgozik.

## Az Eurovíziós Dalfesztiválon

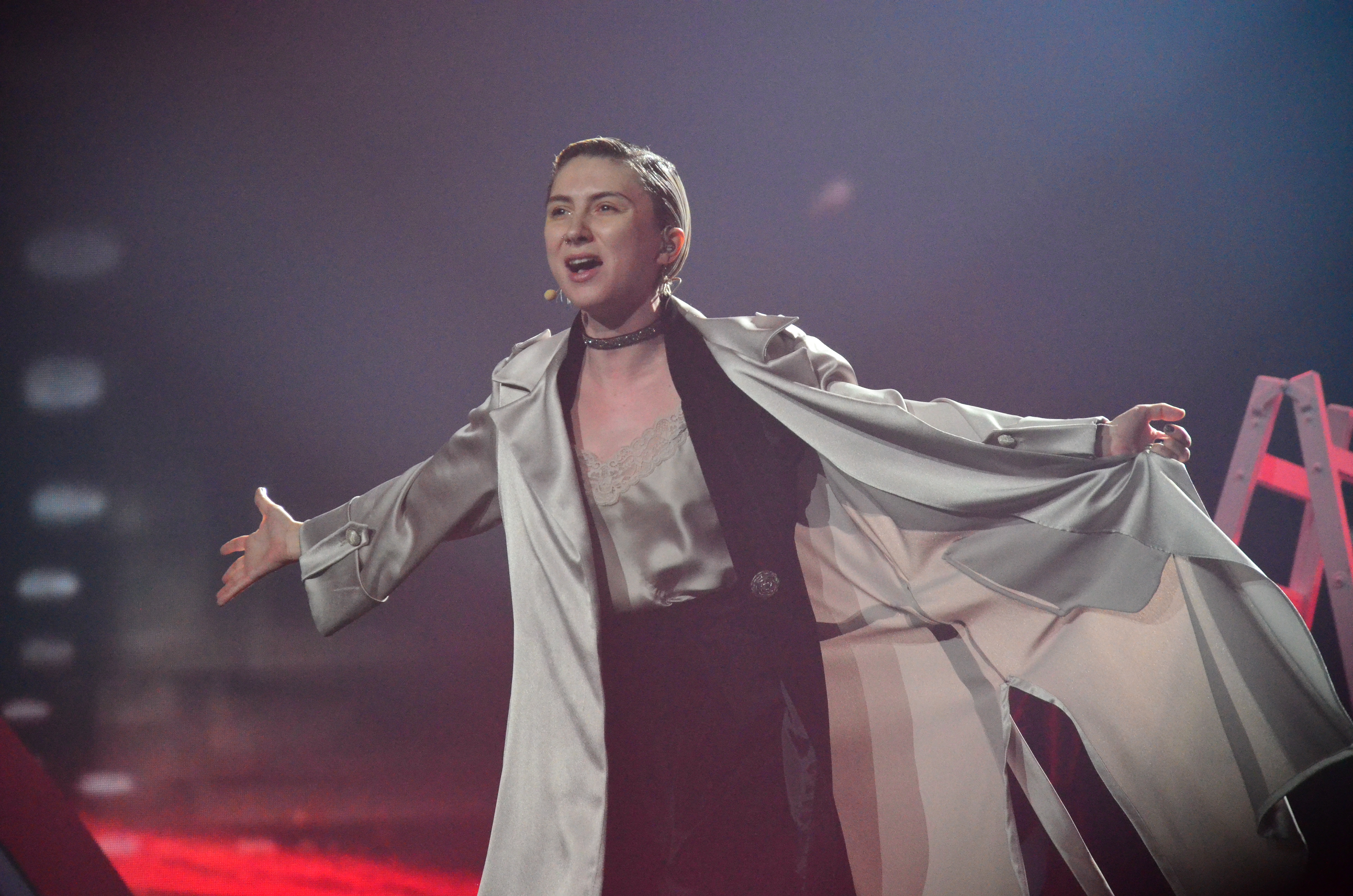
Dihaj a 2017-es Eurovíziós Dalfesztiválon.

2011-ben megpróbálkozott bejutni az Eurovíziós Dalfesztiválra Azerbajdzsánt képviselve, ám kudarcot vallott.
2017-ben az Eurovízión előadta a „Skeletons” című dalt. A döntőben a 14. helyen végzett, összesen 120 ponttal.

## Diszkográfia
Kislemezek
| Cím              | Év   |
| ---------------- | ---- |
| I Break Again    | 2014 |
| Gecələr keçir    | 2015 |
| Complain         | 2016 |
| Eşqini aşagı sal | 2016 |
| Skeletons        | 2017 |

## Fordítás
- Ez a szócikk részben vagy egészben  a   Diana Hajiyeva című angol Wikipédia-szócikk fordításán alapul.  Az eredeti cikk szerkesztőit annak laptörténete sorolja fel. Ez a jelzés csupán a megfogalmazás eredetét és a szerzői jogokat jelzi, nem szolgál a cikkben szereplő információk forrásmegjelöléseként.